# Hemicordulia australiae
Hemicordulia australiae là loài chuồn chuồn trong họ Corduliidae. Loài này được Rambur mô tả khoa học đầu tiên năm 1842.

## Hình ảnh

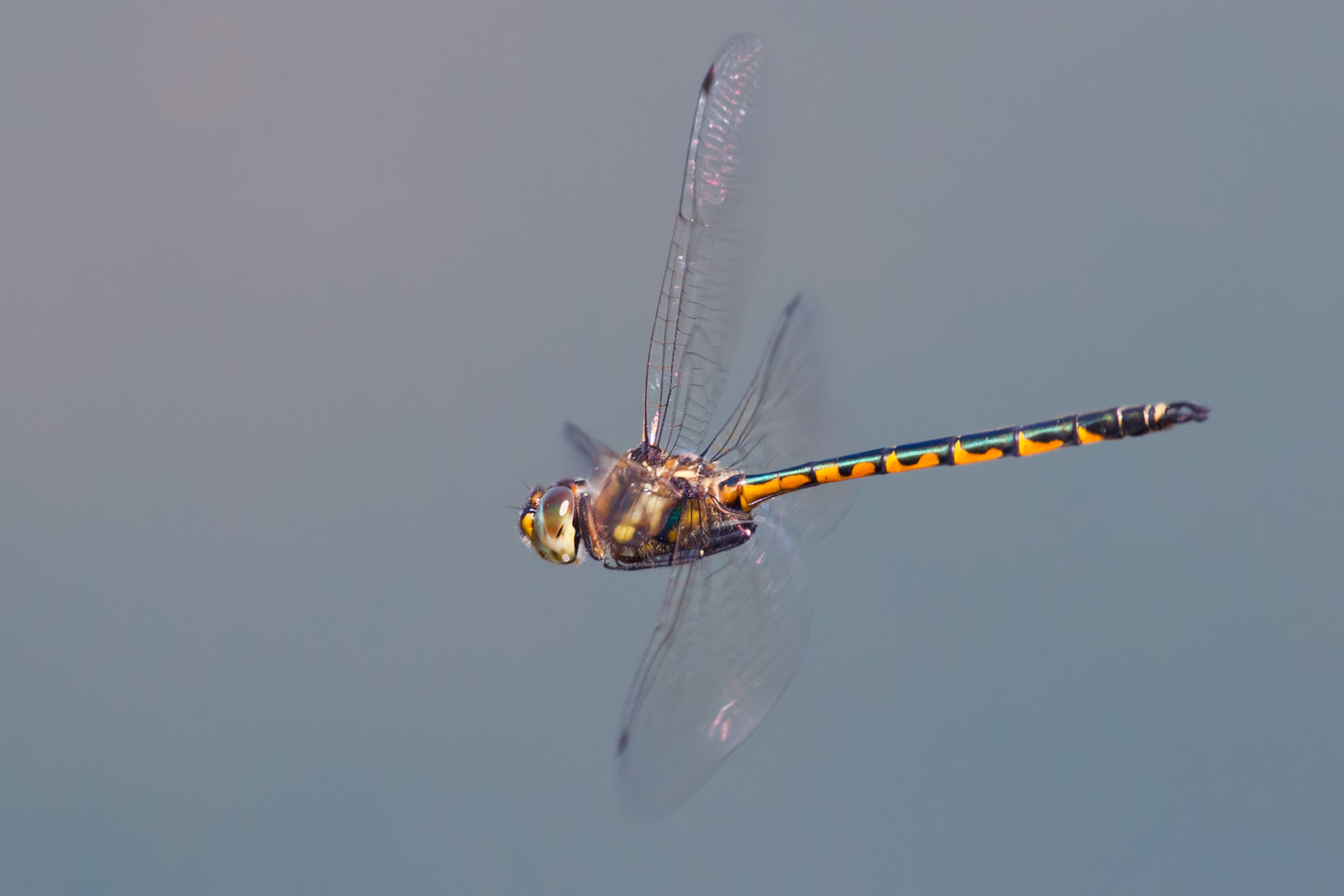
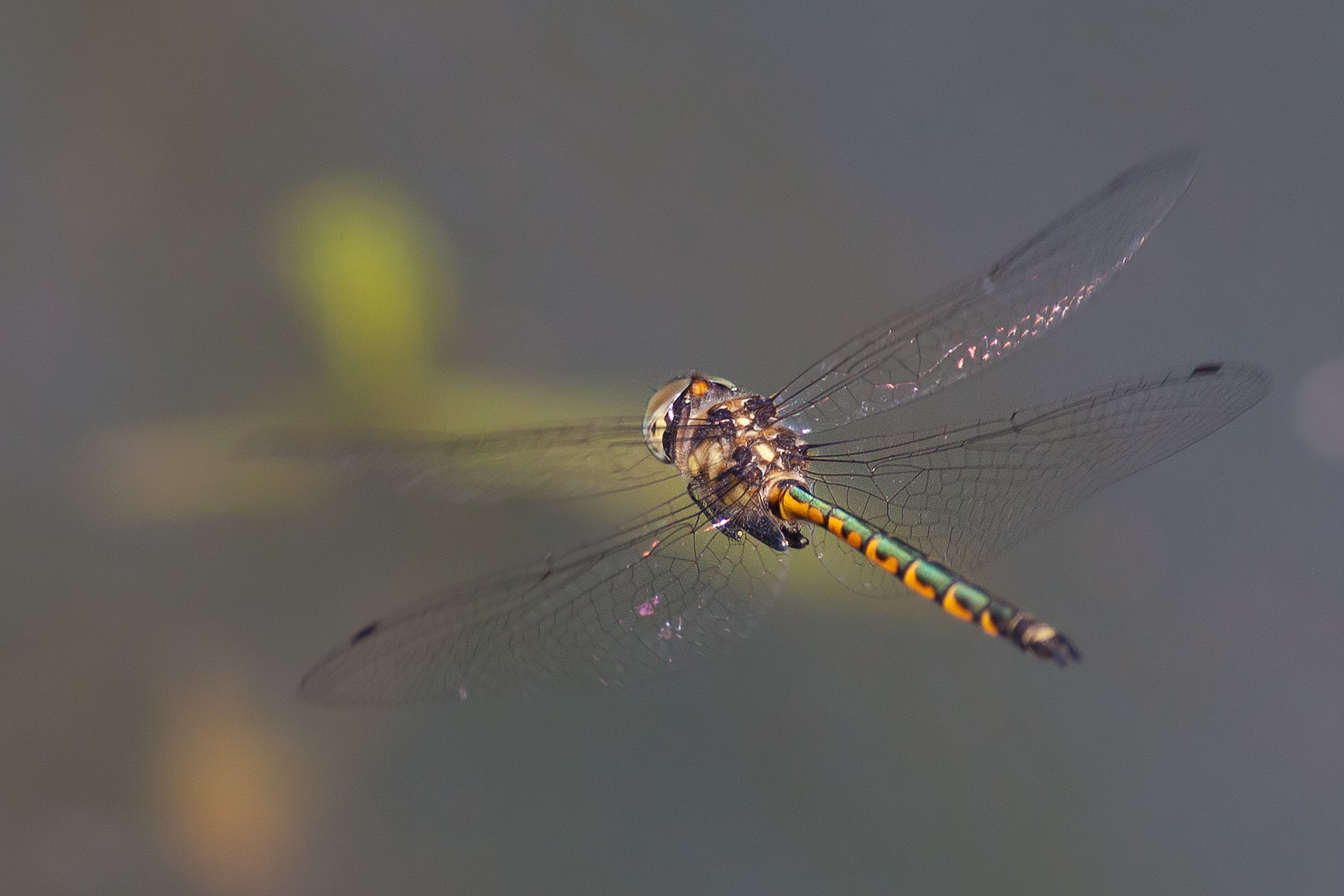
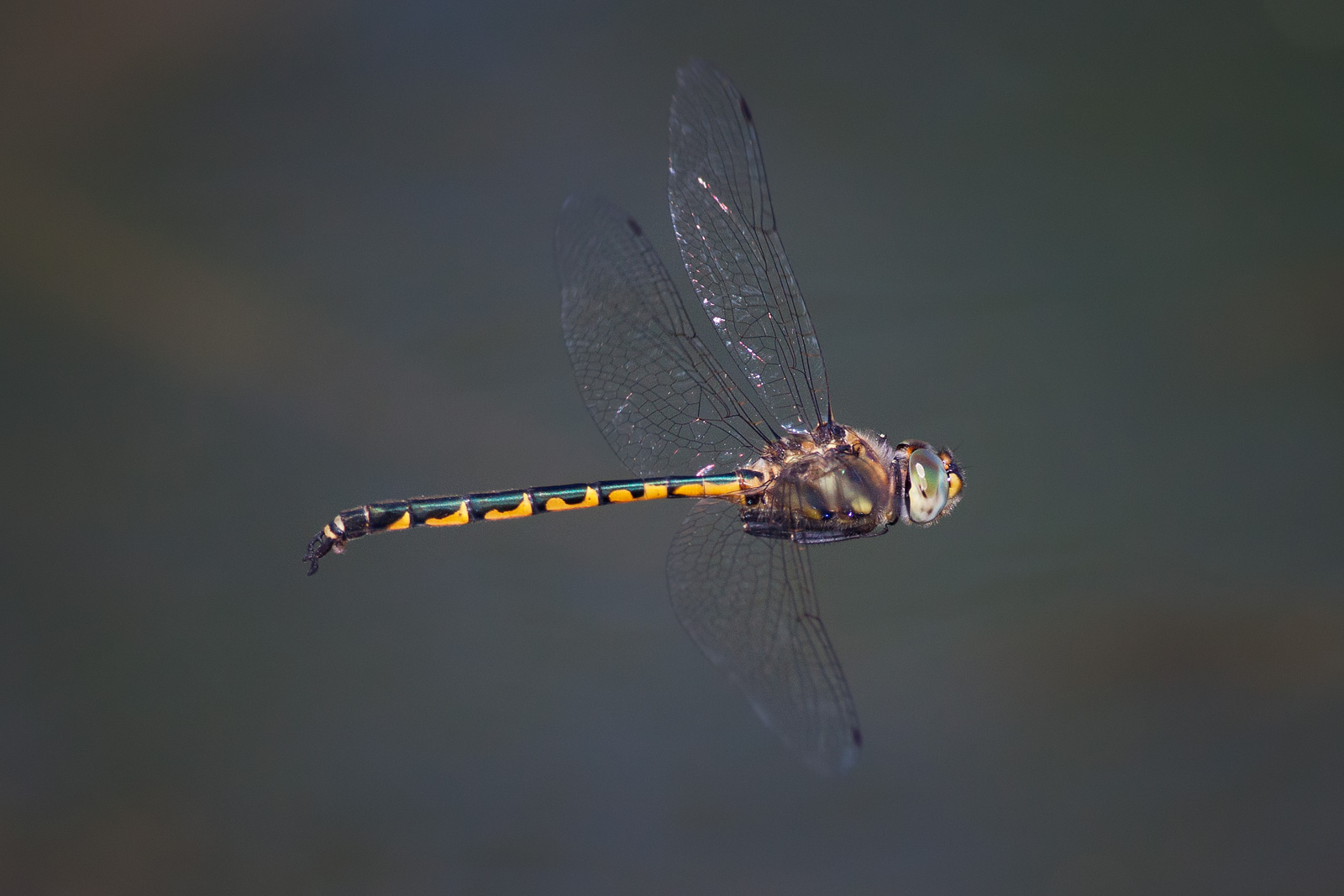
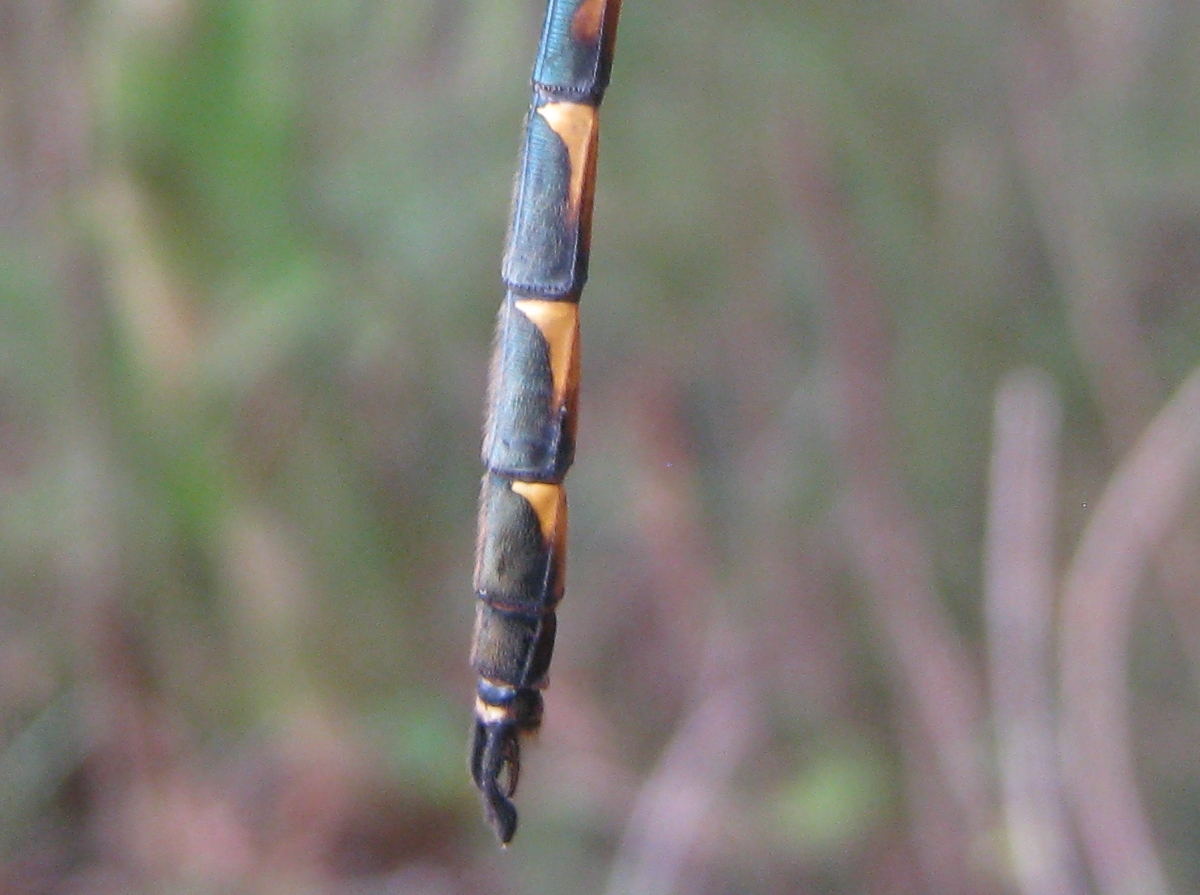